# Uitgeefgeschiedenis van Max Havelaar
De uitgeefgeschiedenis van het boek Max Havelaar begon in 1860 met een uitgave met als titel Max Havelaar, of De koffij-veilingen der Nederlandsche Handel-Maatschappij. Tijdens het leven van de schrijver Multatuli verschenen er zes drukken van de Max Havelaar in het Nederlands, bij drie verschillende uitgevers. Bij de laatste - vijfde druk - wijzigde Dekker de spelling van de boektitel de titel in: Max Havelaar, of de Koffi-veilingen der Nederlandsche Handel-Maatschappy. Dekker leverde verder een belangrijke bijdrage aan de eerste vertaling van het boek in het Engels. Na Dekkers overlijden is het boek keer op keer herdrukt. De tekst in de herdrukken die men tegenwoordig in de boekwinkels aantreft is soms gebaseerd op de versie van 1875, soms op het handschrift, en steeds vaker op de vijfde druk uit 1881, de laatste door de schrijver herziene druk.

## Voorgeschiedenis

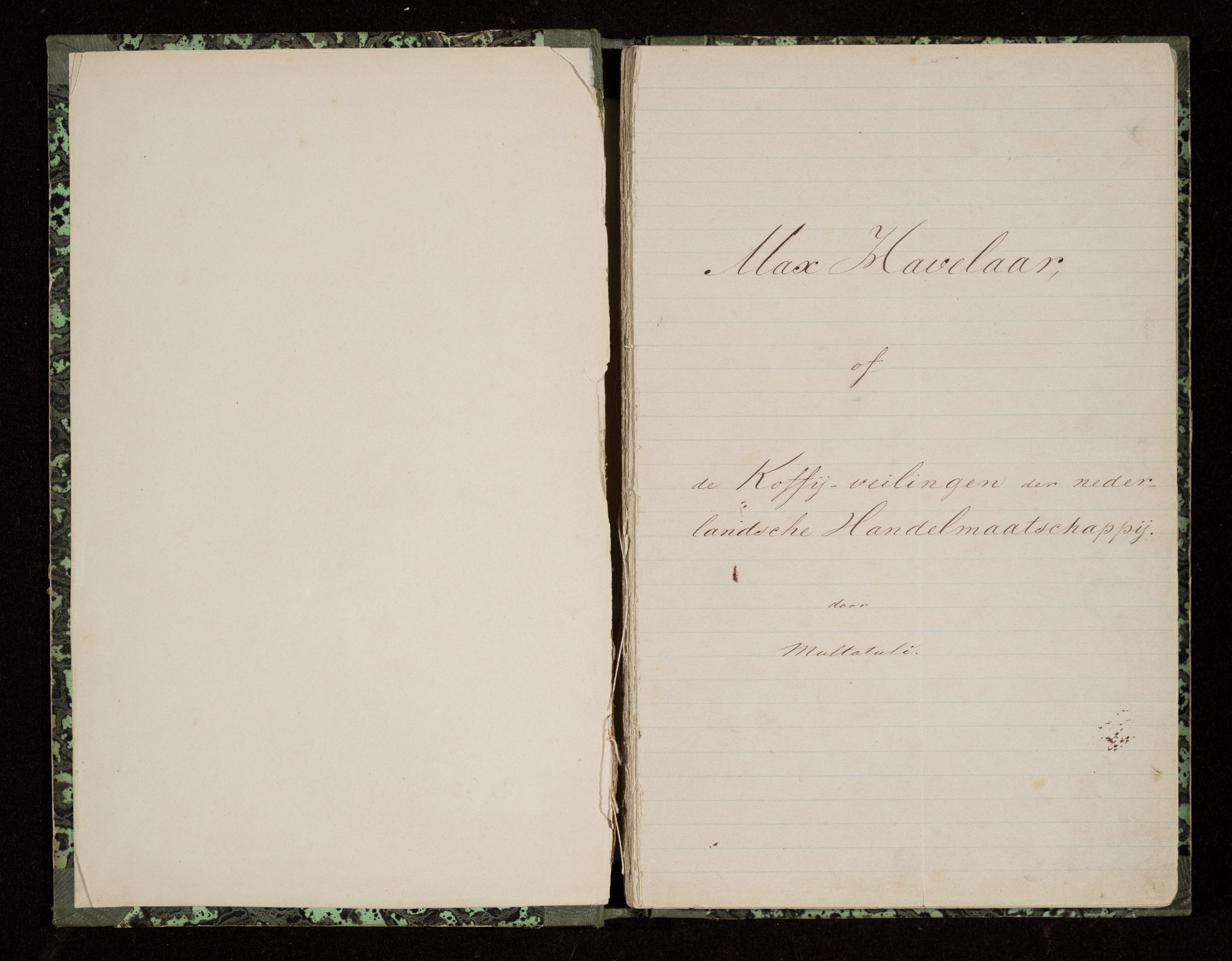
Manuscript (titelpagina)

Jaren voor er sprake was van een boek als Max Havelaar had Eduard Douwes Dekker een kopie van zijn toneelstuk De Eerloze aan de Amsterdamse advocaat en schrijver Jacob van Lennep gestuurd. Toen het manuscript van Max Havelaar af was, overlegde Douwes Dekker eerst met zijn vermogende broer Jan, hoe ze een uitgever voor de Max Havelaar konden vinden. Daarvoor kwam de armlastige Amsterdamse uitgever Günst in beeld. Günst was net als Eduard, Jan en Jacob van Lennep lid van de Vrijmetselarij. 
Maar een kopie van het manuscript kwam uiteindelijk ook bij 'broeder' Van Lennep terecht, die erg enthousiast was. Douwes Dekker werd door Van Lennep uitgenodigd om vanuit Brussel naar Amsterdam te komen. Van Lennep adviseerde hem geld te vragen voor de uitgave. De progressieve atheïst Günst schilderde Van Lennep af als onfatsoenlijk. Later zou Günst het vervolg op de Havelaar uitgeven: de Minnebrieven.
Allereerst probeerde Van Lennep een uitgave te voorkomen. Hij ging in overleg met oud-Kamerlid en voormalig rechter Van Hasselt en de Minister van Koloniën Rochussen. Om te onderzoeken of Dekker terug naar Indië zou kunnen, of naar Sint Maarten. Alles om een uitgave van Max Havelaar te voorkomen. Er dreigde in Amsterdam sociale onrust volgens Van Lennep, Dekker moest weg uit Amsterdam, daar kon Dekker niet spreken. 
Als koloniaal ambtenaar kon Dekker niet meer aan de slag. En Van Lennep kan een uitgave niet meer tegenhouden. Van Lennep past zijn tactiek aan: 
Tijdens een bijeenkomst in Amsterdam op 11 januari 1860 viel het besluit om het boek uit te geven. Van Lennep beloofde een uitgever te zoeken en kende Dekker voor de eerste zes maanden een uitkering toe van 200 gulden per maand. Bovendien beloofde Van Lennep aan Dekker om te zorgen voor gunstige voorwaarden voor de auteur.
Met de 1200 gulden kon Dekker zijn gezin voor een tijdje onderhouden. Alleen had Van Lennep niet geheel duidelijk gemaakt waarvoor het geld precies bedoeld was. Tijdens de bijeenkomst op 11 januari was nog niet over betaling van kopijrecht gesproken. Het geld diende als ondersteuning en kon ook als lening worden opgevat. Doel van dit alles is Dekker uit Amsterdam te krijgen. Later zou Van Lennep aanvoeren dat het een betaling was voor het kopijrecht. Achteraf werd duidelijk dat Van Lennep de 1200 gulden uit eigen zak betaald had.
Op 23 januari schreef Van Lennep een brief aan Dekker:
- `Om nu met De Ruyter een kontrakt te kunnen maken, dien ik het bewijs te hebben, dat ik daartoe het recht heb. Nog hij noch eenig uitgever zal natuurlijk drukken, veelmin geld geven, zonder overdracht van 't kopijregt, en dat kan ik hem niet overdragen zonder te kunnen aantoonen dat ik het bezit. Wees daarom zoo goed mij, met het adres aan Sire, een stuk op Zegel (belgisch) te zenden, waarbij gij verklaart mij het kopijregt over het werk getiteld enz. te hebben afgestaan en daarvoor te zijn voldaan naar uw genoegen.' Daarna vervolgt Van Lennep met:
- 'Dat gij nog verkouden zijt, verwondert mij niet. Gevatte kou en zenuwen zijn slechte makkers in een en dezelfde woning en zouden op den duur die woning sloopen.'

Zo liet Van Lennep aan Dekker weten, dat hij zonder het eigendom van het kopijrecht het boek niet bij een uitgever kon onderbrengen. De brief is bekend geworden als het 'advocatenbriefje'. Bij dit alles: 'Om met De Ruyter een contract te kunnen maken [...]  dicteerde Van Lennep de briefopzet, en vroeg Dekker om bij het kruisje te tekenen, en om het briefje aangetekend naar Van Lennep op te sturen. Maar... een volmacht, een mandaat of wwn lastgeving was juridisch voldoende geweest.
Dekker stuurde het document met een Belgisch zegel terug aan Van Lennep, zo werd alles geregeld zoals gevraagd. Direct na ontvangst vervoegde Van Lennep zich bij een notaris om het officieel te registreren. 
Pas daarna begon Van Lennep met het persklaar maken van het boek. De Max Havelaar was het eigendom van Van Lennep geworden. Het manuscript werd aangepast: zinnen werden geschrapt, namen werden afgekort, plaatsnamen werden met puntjes onherkenbaar gemaakt. Ook werd er een hoofdstukindeling aangebracht. Bij latere rechtszaken brengt het briefje Dekker in problemen.
Voor deze afdracht van het kopijrecht heeft Dekker nooit enige betaling ontvangen. Ook in juridische zin is er geen sprake van een koopovereenkomst.

## Eerste druk

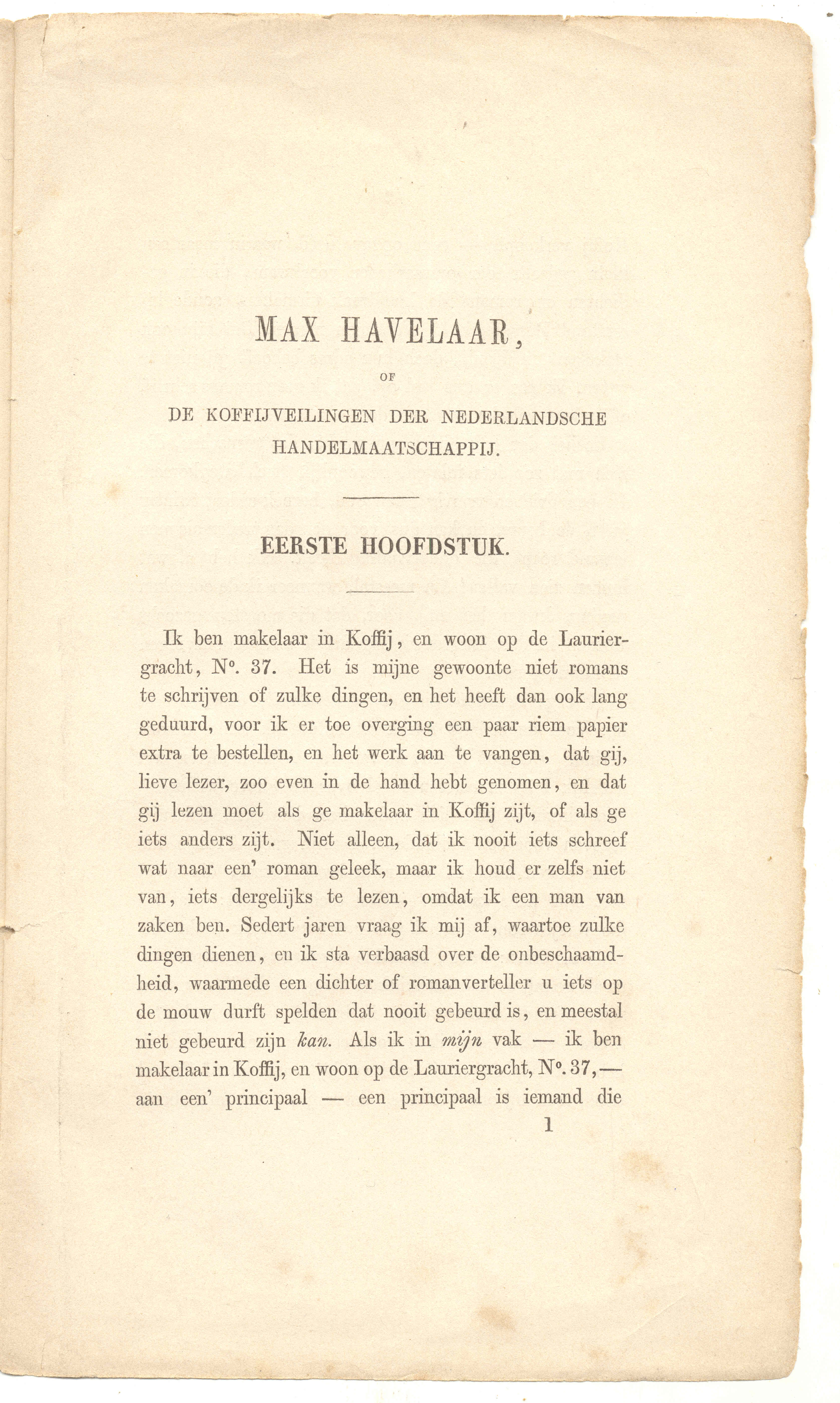
Pagina 1 van eerste druk 1860

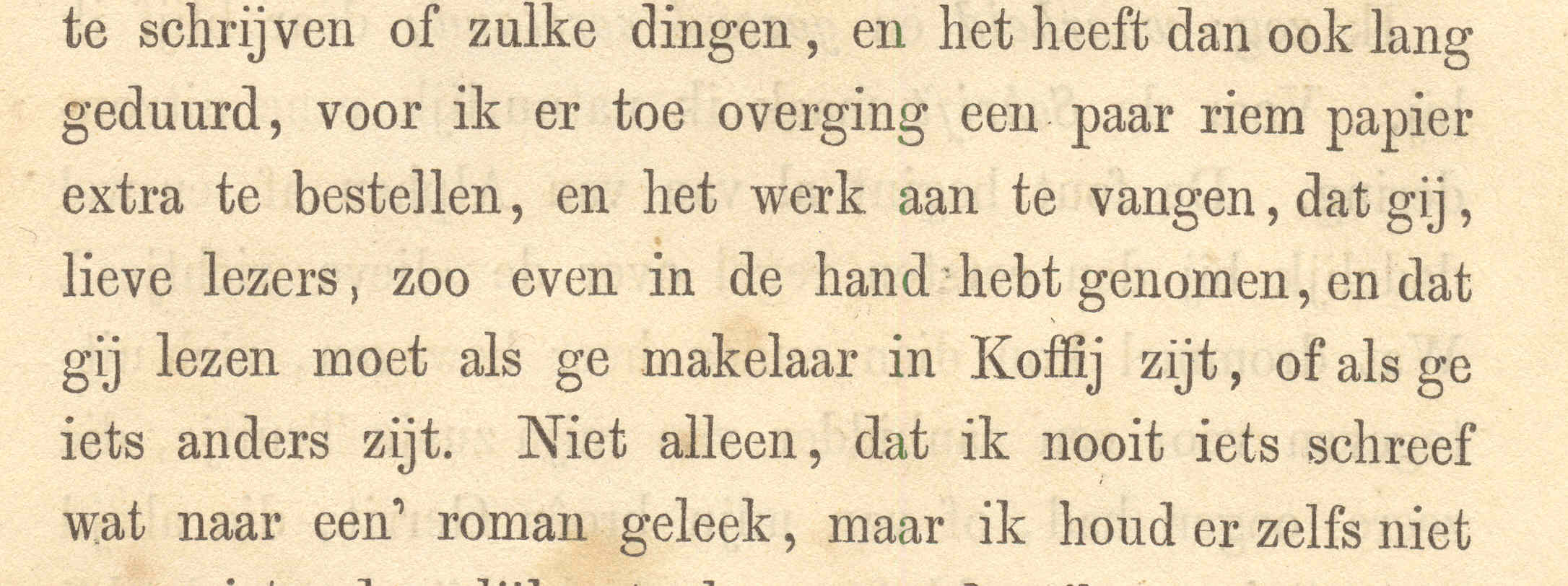
"lieve lezers"
(eerste zetfout in dubbeldruk)

Toen Van Lennep het manuscript in eigendom had, werd tussen De Ruyter en Van Lennep een contract afgesloten, daardoor was Van Lennep niet meer juridisch verantwoordelijk. Van Lennep gebruikte De Ruyter als verlengstuk, en onderaannemer. Zo kon hij zich achter de katvanger De Ruyter verschuilen.
De eerste druk verscheen op 17 mei 1860 in twee delen bij uitgeverij J. de Ruyter te Amsterdam. Drie dagen eerder, op 14 mei, was het boek al in de handel verkrijgbaar.
De oplage van 1300 exemplaren werd op groot octavo gedrukt bij drukkerij Van Munster en Zonen op een snelpers. Er waren twee delen, van 212 en 185 pagina's. De boeken werden verkocht voor 4 gulden, een heel bedrag in die tijd. Veel gezinnen moesten daar een week of langer van rond zien te komen.
Van Lennep veranderde een aantal gedichten omdat hij vond dat 'ij' niet op 'ei' rijmt. Dekker heeft dat waarschijnlijk niet gemerkt. Bij één gedicht lukte het Van Lennep niet de tekst te veranderen en voegde hij een voetnoot toe (Dekker noemde dat kinderachtig). Hij verwijderde een aantal stukken, zoals de vragen van Frits over de Bijbel. Bovendien deelde Van Lennep de tekst in hoofdstukken in en voegde hij onderschriften toe aan het begin van de hoofdstukken, zoals 'door Stern opgesteld' of 'Vervolg van het opstel van Stern'. Multatuli heeft ze bij de vierde druk weer verwijderd.
Multatuli bedoelde het boek als een aanklacht die een breed publiek moest bereiken. Van Lennep maakte er echter een dure editie van. Hij zwakte bovendien de politieke boodschap af door plaatsnamen en jaartallen door puntjes te vervangen. Het aantal exemplaren dat naar Indië werd gestuurd was bovendien klein.
Toch was Dekker in eerste instantie heel tevreden met de uitgave. Hij schrijft aan Van Lennep: '[...] het boek behoort u. Mag ik het vertalen?' Daarnaast ook nog de opmerking: '[..] al de vragen van Frits zie ik niet. [...] Er is trouwens niets aan verloren.' 
Het duurde even, maar toen ging er een 'rilling door het land'. Ondanks de hoge prijs verkocht de eerste druk goed. Maar de volksuitgave, die Dekker had gewild, bleef uit. Dekker wilde een zo groot mogelijk lezerspubliek bereiken.

## Tweede druk
Nog hetzelfde jaar bleek een tweede druk  nodig. Dekker drong er bij De Ruyter op aan, dat het een 'volkseditie' zou worden: vele duizenden exemplaren aan een lage prijs, zodat het boek een ruime verspreiding zou krijgen. Ook wilde Dekker dat er meer exemplaren naar Nederlands-Indië zouden worden gestuurd.
Toen werd duidelijk dat Dekker alle zeggenschap over zijn boek kwijt was. Er kwam geen reactie van De Ruyter. Dekker beklaagde zich bij Van Lennep, maar ook die liet niets van zich horen. De schrijver was hierover erg ontstemd, want het boek kreeg vooralsnog niet de verspreiding waarop hij gehoopt had. Eerst probeerde Dekker nog via bemiddeling een reactie te krijgen, maar ook dat leverde niets op. Uiteindelijk zou het tot een proces leiden, waarbij Dekker via het gerecht 'rekening en verantwoording' probeerde af te dwingen.
Het uiterlijk van het boek en de typografie bleven in de tweede druk gelijk. De pagina-indeling en regels braken op een identieke manier af, zodat het lijkt of het van hetzelfde zetsel is gedrukt als de eerste druk. Toch is het boek geheel opnieuw gezet. Het boek verscheen opnieuw in twee delen. Op 8 november 1860 verscheen het eerste deel, op 22 november het tweede. De precieze omvang van oplage is onbekend, maar lag vermoedelijk tussen 700 en 1200 stuks. De prijs voor de beide delen was opnieuw 4 gulden.

## Dubbeldruk
Van de tweede druk bestaat ook een dubbeldruk. Uiterlijk en typografie van het boek zijn identiek en de titelpagina vermeldt nog steeds 'Tweede druk'. Het boek is echter voor de derde keer met de hand gezet. De dubbeldruk is te herkennen aan een zetfout in regel 5 van het eerste hoofdstuk: "lieve lezers" in plaats van "lieve lezer":

[....] dat gij, lieve lezers, zoo even ter hand hebt genomen, en dat [....]".

Verdere identificatie van verschillen tussen twee uitgaven is mogelijk door:
1) beschadigde letters met elkaar te vergelijken.
2) te kijken waar de regels afbreken
3) een liniaal over de pagina's van twee boeken te leggen, en te kijken waar de letters op de regels staan. Alle spaties even breed maken als in het "voorbeeld" is een haast onmogelijke taak.
Deze in 1985 door A. Kets-Vree ontdekte oplage, compliceert de drukgeschiedenis van het boek. Over het waarom van deze 'stiekeme' extra druk kan alleen gegist worden. Mogelijk vreesde De Ruyter voor een nieuw proces, als hij een volgende - derde - druk zou aankondigen.
Hoeveel er van de 'geheime' dubbeldruk zijn gedrukt is niet bekend. Gezien de benodigde investering in nieuw zetsel zal het aantal exemplaren zeker niet hebben ondergedaan voor de eerdere drukken.

### Winstdeling met De Ruyter
Dekker deelde mee in de winst gemaakt bij de verkoop van zijn boek. De winst werd door De Ruyter stipt afgerekend. Van Lennep en de drukker hadden in hun contract geregeld dat ze de winst op de verkoop van Max Havelaar samen zouden delen. Eind juni van elk jaar werd afgerekend. Van Lennep was bereid zijn deel af te staan aan Dekker, op voorwaarde dat Dekker een verklaring zou tekenen waarin hij de beschuldiging dat Van Lennep op het boek gespeculeerd had terugnam. Van Lennep weigerde 'rekening en verantwoording' tegenover Dekker af te leggen. Volgens Van Lennep was hij 'in rechte' niets verplicht aan de auteur.
Juist die 'rekening en verantwoording' waren de inzet van het proces tussen de twee. Door geldnood gedreven kwam Dekker op 1 oktober 1863, in een brief aan Van Lennep, terug op zijn aanvankelijke eis. Van Lennep ging akkoord met het voorstel van Dekker en rekende met hem af:
- mei 1860-juni 1861 ƒ 1794,87
- juli 1861-juni 1862 ƒ 398,16
- juli 1862-juni 1863 ƒ 144,38

Na aftrek van 1200 gulden voor 'kosten' die Van Lennep volgens zichzelf had betaald en ƒ 82,65 aan juridische kosten ('aan uitschotten van het gevoerde proces') bleef er voor Dekker nog ƒ 1054,76 over. Waar de 1200 gulden 'kosten' vandaan kwamen, is niet duidelijk. Het zou kunnen dat Van Lennep de 1200 guldens ondersteuning uit 1860 terugvorderde. Van Lennep vond het kopijrecht 500 gulden waard, maar uit niets is gebleken dat Dekker dat bedrag ooit heeft gekregen. Als er al sprake was van een koopovereenkomst tussen Dekker en Van Lennep, dan werd die nooit voltooid. Ook de terugbetaling van de 1200 gulden trekt het bestaan van een geldige verkoop van Dekkers kopijrecht in twijfel.
De 1200 gulden heeft tijdens het proces dat Dekker tegen Van Lennep voerde ook een rol gespeeld. De advocaat van Van Lennep, mr. J.C. de Koning, suggereerde tijdens zijn verweer dat er sprake was van verkoop en dat de 1200 gulden de koopsom waren.
De rechtbank vatte het geld op als betaling voor het kopijrecht. In hoger beroep volgde het gerechtshof deze redenering en in 1861 wees het alle eisen van Dekker af. Ook het manuscript kreeg Dekker nooit terug. In de jaren daarop kreeg Dekker respectievelijk: ƒ 65,47, ƒ 65,56, ƒ 125,00, ƒ 110,83 en ƒ 1086,56. Van het laatste bedrag is ƒ 1000 mogelijk afkomstig van een veiling op 28-29 oktober 1870, waar het kopijrecht ƒ 2000 opleverde. Daarin deelde Van Lennep contractueel mee. Kennelijk hebben zijn erven – Van Lennep overleed op 25 augustus 1868 – hun aandeel aan Dekker afgestaan.
De Ruyter heeft het kopijrecht dan wel doorverkocht, maar hij had dit recht zelf kosteloos verworven. In het contract tussen Van Lennep en De Ruyter stond niets vermeld als koopsom voor het kopijrecht. Ook werd nooit geld voor de aanschaf van het kopijrecht van de winst afgetrokken.

## Vertalingen

### Engelse vertaling
In 1867 raakte Multatuli voor de eerste maal betrokken bij een uitgave van Max Havelaar. Het ging om de vertaling naar het Engels door Alphonse Nahuijs. Dekker werd laat ingeschakeld. Pas toen de vertaling vrijwel voltooid was, vroegen Nahuijs en de Engelse uitgever om zijn medewerking. Dekker hielp Nahuijs bij het terugdraaien van de meest in het oog lopende veranderingen van Van Lennep, die veel plaats- en persoonsnamen had vervangen door puntjes. Daarnaast leverde Multatuli tekst voor een aantal noten achterin het boek, ter verduidelijking voor de Engelse lezer.
De Engelse uitgave verscheen begin februari 1868 bij uitgeverij Edmonston & Douglas voor de prijs van 12 shilling. Vanaf 12 maart 1868 was het boek ook in Nederland te koop. De titel luidde: Max Havelaar or the Coffee auctions of the Dutch Trading Company. by Multatuli. Translated from the original manuscript by Baron Alphonse Nahuÿs, Edinburgh, Edmonston & Douglas 1868.
Het is erg onwaarschijnlijk dat Nahuijs werkelijk over het originele manuscript had kunnen beschikken, want dat kwam pas tientallen jaren later (in 1910) boven water bij de erven van De Ruyter. Zo bleef in de Engelse editie Van Lenneps hoofdstukindeling gehandhaafd. De frase 'from the original manuscript' diende vooral om juridische procedures to voorkomen, aangezien het recht op vertaling nog altijd bij Van Lennep berustte. Daarover was in het contract tussen Van Lennep en De Ruyter een aparte clausule opgenomen.

### Franse vertaling
Reeds in 1876 werd Max Havelaar in het Frans vertaald, door Adriaan J. Nieuwenhuis (1820-1880) en de Franse dramaturg Henri Crisafulli. Het boek in twee delen werd uitgegeven door Édouard Dentu te Parijs. In 1878 kwam er een tweede druk.

## Derde druk
In 1870 besloot De Ruyter zijn kopijrecht op de Max Havelaar te verkopen. Hij bood het op 27-28 oktober met de resterende, nog ongebonden exemplaren op een veiling aan. Op de veiling kocht Karel Hermanus Schadd, uitgever te Amsterdam, de rechten op het boek plus 22 resterende exemplaren van De Ruyter voor 2000 gulden. Vrij kort daarop kondigde Schadd 'Eene goedkoope uitgaaf in klein formaat' aan.
De derde druk verscheen in december 1871, eerst in een luxe-uitgave op 'superroyaal' formaat (24 × 17 cm). Op 20 januari 1872 was een gewone uitgave van 296 pagina's in klein octavo (18,5 × 13 cm) beschikbaar. Beide versies werden met hetzelfde zetsel gedrukt, alleen de bladspiegel verschilt. De oplage van de luxe-editie was 100 stuks, waarvan 50 voor de handel. De oplage van de gewone editie was 5000. De luxe-editie werd verkocht voor 7,50 gulden, de gewone kostte ƒ 2,40 ingenaaid en ƒ 2,90 gebonden.
De tekstbron of 'legger' voor de derde editie was een exemplaar van de dubbeldruk. Veel zetfouten uit de dubbeldruk zijn onveranderd terug te vinden in de derde druk. Ook het 'lieve lezers' is blijven staan. De druk was ongeautoriseerd: Dekker was er niet bij betrokken. Hij hoorde pas achteraf van de nieuwe druk. Het ontlokte aan hem dit cynische commentaar:

Uit de courant verneem ik dat m'n Ideën en de Havelaar herdrukt zyn. In elk beschaafd land krygt een auteur daarvan berigt. Men vraagt hem correctie, noten, ophelderingen. In Holland hoeft dat niet. En ze zouden me uitlachen als ik klaagde.
— Eduard Douwes Dekker

In een noot bij de eerste druk van Duizend en eenige hoofdstukken over specialiteiten staat een nog uitvoeriger commentaar:

Niet in gelyke mate naar ik hoop, maar toch eenigszins, zal ik my te beklagen hebben over de nieuwe (Volks?) uitgaven van de twee eerste bundels myner IDEËN en van den HAVELAAR. Ik verneem dat de uitgever FUNKE my, al te grootmoedig, een exemplaar der IDEËN heeft aangeboden ! Wat ik overigens weet van den herdruk dier beide werken, vernam ik uit den courant! 't Spreekt dus vanzelf dat er van myne zyde niet de minste verantwoordlykheid voor de correctie dier werken bestaat. En ook zonder gewone correctuur, lag het niet in de rede dat men den schryver in de gelegenheid hadde gesteld tot het byvoegen van noten, tot weglating, verandering? Niets van dat alles!

De hierin tegen my begane lompheid en 't vergryp tegen de regten en de belangen der letterkunde, zullen waarschynlyk behooren tot de specialiteit van Nederlandsche uitgevery. De Specialiteit van ons Publiek brengt dit alles geheel in de orde te vinden. In Frankryk, Duitsland, België en Engeland zou zulke handeling onmogelyk wezen. Ten Onzent veroorlooft men zich alles wat niet verboden is door de beschreven wet. Ik heb erger dingen meetedeelen, en zal het doen, zoodra de door diefstal en bedrog veroorzaakte kommer my dit veroorlooft."
— Eduard Douwes Dekker

Dekker had nog een andere reden om boos te zijn. Er was nu wel de volksuitgave die hij vanaf het begin had gewild, maar hij deelde niet meer mee in de winst gemaakt op de verkoop van zijn roman. Hij had het boek ook geschreven om in zijn levensonderhoud en dat van zijn gezin te kunnen voorzien: 'poesaka voor Max en zijn zusje'.
Al in het voorjaar van 1873 verkocht Schadd zijn rechten op het boek voor ƒ 2500 aan de firma V/d Heuvell & Van Santen te Leiden.

## Vierde druk
Eind januari 1874 neemt uitgever G. L. Funke de rechten voor ƒ 2100 over van zijn 'vriend' P. Van Santen. Funke wilde de Havelaar graag uitgeven en hij kende de Leidse eigenaren. Maar hij wilde voor het boek zeker niet elk bedrag neertellen en daarom wachtte hij een jaar met de aanschaf. Funke hoopte in 1874 nog de vierde druk uit te brengen en hij vroeg Dekker om zich daarop alvast voor te bereiden.
Funke had eerder – buiten medeweten van Dekker – voor veel geld de rechten verkregen van de eerste twee IDEËN-bundels en daarvan snel een 'vierde, goedkoope, oplaag' van uitgegeven om zijn geld terug te verdienen. Dat gebeurde opnieuw zonder de auteur te raadplegen. Funke had nog meer plannen met Multatuli's boeken en ook van Verspreide Stukken, IDEËN-bundel-III en Minnebrieven kocht hij de rechten.
Funke wilde de auteur betrekken bij zijn uitgaven. Na een voorzichtig begin wist Funke in het najaar van 1871 Dekkers vertrouwen en vriendschap te winnen. De uitgave van IDEËN-bundel-IV was het eerste project met nieuw werk dat zij samen ondernamen.
Op 30 september 1872 klaagde Multatuli in een brief aan Funke, dat hij Schadds uitgave nooit heeft gezien:

Ge hebt het druk. Dat kan ik nagaan. Maar eilieve, zoek eens op in den Havelaar (Schadds uitgaaf heb ik niet – nooit gezien!) – in de editie van 1860 2e druk is 't blz – Ik kan het niet vinden, en 't bladeren in dat boek dient me niet in 't kostverdienen.
— Multatuli aan G. L. Funke

Zo krijgt Dekker dan toch nog Schadds uitgave in handen. Funke stuurt een exemplaar als tekstbron naar Dekker in Wiesbaden. Dekker probeert om op basis daarvan de wijzigingen van Van Lennep en andere ongewenste ingrepen in het werk terug te draaien. Ook maakt hij nieuwe noten bij de tekst.
Dekker heeft nogal wat emotionele problemen door de confrontatie met zijn geesteskind. De geautoriseerde uitgave loopt daardoor niet zo vlot als gehoopt. Funke dreigt verschillende keren de samenwerking op te zeggen om Dekker aan het werk te houden.
De vierde druk van Max Havelaar  verschijnt uiteindelijk op 19 oktober 1875 in een oplage van 5000 stuks, 388 pagina's klein octavo. De titelpagina vermeldt: 'eerste door den auteur herziene uitgaaf'. De prijs is ƒ 2,40 genaaid en ƒ 2,90 gebonden. Funke betaalde Dekker voor de correctie van de proefdrukken en liet de auteur  ook meedelen in de winst.

### Toevoegingen
Deze uitgaaf begint met een pagina ter herdenking van zijn in 1874 gestorven echtgenote, Everdine Hubertine van Wijnbergen: Aan de diep vereerde nagedachtenis van Everdine Huberte Baronnesse van Wynbergen, der trouwe gade, der heldhaftige liefdevolle moeder, der edele vrouw. Gevolgd door een lang citaat van Henry de Pène.
De tweede pagina bevat als motto een "onuitgegeven tooneelspel". Dat eindigt met een doodsvonnis, voor de aangeklaagde Lothario vanwege zijn schuld aan eigenwaan.
Dekker voegde 179 'Aanteekeningen en ophelderingen' toe aan de vierde druk. Van Lennep krijgt daarin af en toe een stevige veeg uit de pan. De meeste veranderingen van Van Lennep werden door Dekker, die zijn oorspronkelijke manuscript niet bij de hand had, waarschijnlijk niet opgemerkt.

### Bloemlezing door Heloïse
In 1876 verscheen er bij G.L. Funke nog een bloemlezing uit Multatuli's werk. Dekkers echtgenote Mimi stelde die samen, in overleg met Dekker zelf. Ook Funke had daarbij een grote inbreng. Dekker nam zelf de correctie van de proeven voor zijn rekening.
In het boek getiteld Bloemlezing door Heloïse zijn diverse fragmenten uit Max Havelaar opgenomen, die soms in details afwijken van de tekst in de vierde druk.
- uit hoofdstuk 10: Een huispreek van Batavus Droogstoppel
- uit hoofdstuk 11: Si Oepi Keteh
- uit hoofdstuk 8: Aanspraak aan de Hoofden van Lebak
- uit hoofdstuk 14: Mein Kind, da schlägt die neunte Stunde!
- uit hoofdstuk 10: Philister-aesthetiek
- uit hoofdstuk 16: Saïdjah

De oplage was aanvankelijk bepaald op 5000 exemplaren, maar al snel bleek de afname door intekenaren dat niet te rechtvaardigen. De oplage werd teruggebracht tot 3000 stuks.
Het boek verscheen in 10 afleveringen, voor ƒ 0,25 per aflevering. Ingenaaide exemplaren (met papieromslag) kostten ƒ 2,50, gebonden exemplaren ƒ 3,25.
De verschijningsdata waren:
- afl. 1: 29 sept (p. 1-64)
- afl. 2: 17 okt (p. 65-128)
- afl. 3-4: 27 okt (p. 129-224)
- afl. 5-6: 7 nov (p. 225-320)
- afl. 7-10: 17 nov (p. 321-512)

De verkoop van de bloemlezing bleef achter bij de verwachting. Bij de veiling van Funkes fonds in 1880 waren er nog 930 exemplaren van over.
Van deze bundel verschenen bij Elsevier een aantal herdrukken: een 3e druk  in 1888 en een 4e druk in 1898.

## Vijfde druk
November 1880 besloot Funke zijn hele boekenfonds af te stoten. Hij wou zich meer concentreren op zijn krant Nieuws van den Dag. De veiling was op 15 december 1880. In een bewaarde veilingcatalogus is in het handschrift van Funke de opbrengst genoteerd. In totaal kreeg hij totaal ƒ 20.078,14 voor zijn fonds met de 'werken van Multatuli'. Dat omvatte heel wat meer dan Max Havelaar. Op dat moment waren er van de oorspronkelijke 5000 exemplaren van de vierde druk van Max Havelaar nog 176 exemplaren over.
De pas opgerichte Uitgevers-Maatschap Elsevier, met aan het hoofd directeur Jacobus George Robbers (1838-1925), wordt de nieuwe eigenaar. Funke blijft trouwens als firmant betrokken in de nieuwe maatschap.
Robbers wil van Max Havelaar een nieuwe uitgave maken en heeft zelfs het plan er illustraties aan toe te voegen. Multatuli krijgt een voorschot van ƒ 2000,- voor de correctie en nieuwe kopij. Ergens in mei begon het werk aan de nieuwe uitgave. Dekker had het opnieuw moeilijk met de herinneringen die het corrigeren van de drukproeven oproept. Daarbij kwam nog dat Dekker niet goed kon opschieten met veel zakelijker ingestelde Robbers. ondanks wat oponthoud raakte het werk af. Het aantal noten is tot 194 nummers uitgebreid.
De vijfde druk of de 'Tweede door den auteur herziene uitgaaf' verscheen op 1 november 1881. Het is de laatste geautoriseerde uitgave die tijdens Multatuli's leven verscheen. De prijs was nu ƒ 1,90 ingenaaid en ƒ 2,40 gebonden.
De omslag van deze vijfde druk is identiek aan de afbeelding van de band die om de negende druk zat, bovenaan dit artikel.
Bij een heruitgave van een historische literaire tekst met meerdere bronnen moet een uitgever een keuze maken. Hiervoor zijn geen vaste regels. Maar vaak gebruikt men de eerste druk, ook wel editio princeps of Ausgabe erster Hand. Dit omdat deze tekst bepalend was voor de receptie van het boek. Of men gaat uit van de laatste – geautoriseerde – druk tijdens het leven van de auteur.
Gezien de verminkingen door Van Lennep in de tekst van de eerste druk, en de vele toevoegingen die Dekker in de editie van 1881 aanbracht, ligt het hier voor de hand, om uit te gaan van de vijfde editie. De ultima manus editie of Ausgabe letzter Hand.
Een extra complicatie is daarbij, dat niet alle exemplaren van deze uitgaaf identiek zijn. In vel zeven zijn tijdens het drukproces, veranderingen aangebracht aan het zetsel. Aan beide drukvormen. Dit verschijnsel heet perscorrecties. De reeds gedrukte vellen van het "oude" zetsel werden niet vernietigd, maar gewoon gebruikt. Schoondruk en weerdruk kunnen dan op vier manieren combineren. Van al die combinaties zijn exemplaren gevonden.
Veel exemplaren van deze druk werden machinaal ingebonden met ijzeren nietjes in de rug, zoals bij tal van andere Elsevier-uitgaven uit die tijd. Papier moet droog worden bewaard, maar bevat altijd wel een kleine hoeveelheid vocht. Aangezien ijzer de neiging heeft te roesten, is het raadzaam deze nietjes te laten verwijderen en het boek te laten overbinden. Roestend ijzer veroorzaakt vlekken in het papier, en uiteindelijk raakt het papier onherstelbaar beschadigd. Roest is chemisch actief en breekt de cellulose in de papiervezel af.  De donker bruine vlekken kunnen zich langzaam verder uitbreiden en zijn op den duur niet of nauwelijks meer te herstellen.

## Uitgave naar het handschrift

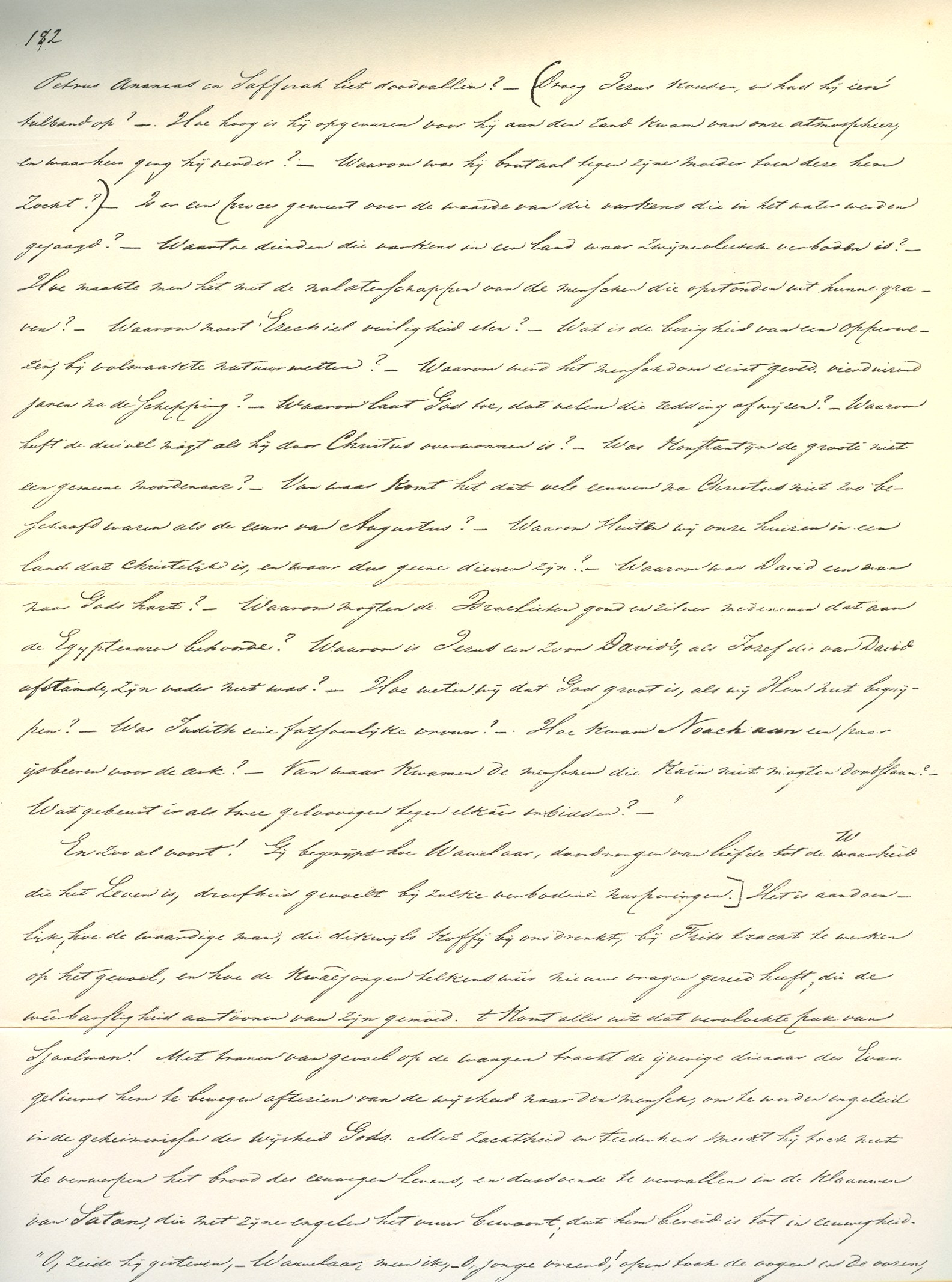
Pagina uit het manuscript. De vragen van Frits, die hier staan, zijn in veel gedrukte uitgaven weggelaten. Ook blijkt hier dat Multatuli ij schreef en koffij, terwijl in veel gedrukte uitgaven y en koffi staat.

Het manuscript bleef lange tijd onvindbaar. Bij de voorbereidingen voor de viering van 50 jaar Max Havelaar in 1910 werd er een algemene oproep gedaan om documenten, brieven en andere multatuliana beschikbaar te stellen, uit te lenen of te schenken aan de vereniging Het Multatuli Museum in oprichting. Een nazaat van J. de Ruyter, mr. C.H.E. Reelfs, vond het origineel bij hem in de kast, tussen de papieren van zijn stiefvader, en schonk het aan het Multatuli-Museum.
Het manuscript is een in het net overgeschreven versie van een eerdere versie in klad.
De kladversie is verloren gegaan, zodat niet meer kan worden nagegaan welke veranderingen Multatuli tijdens het overschrijven aanbracht.
Daarna bracht de schrijver nog correcties aan, vooral in de eerste helft van het boek, en die correcties zijn natuurlijk wél na te gaan.
Tegenwoordig wordt het manuscript bewaard bij de Bijzondere Collecties van de Universiteit van Amsterdam waar ook alle andere manuscripten en brieven worden bewaard, die het Multatuli-Genootschap in bezit heeft. Dat is sinds 1946 de naam van de vereniging.
Een getrouwe uitgave van het manuscript verscheen pas in 1949, bij G. A. van Oorschot. Deze uitgave werd verzorgd en ingeleid door Dr. Garmt Stuiveling, multatuliaan en professor aan de Gemeente Universiteit van Amsterdam en wordt door hem ook wel als "nulde druk" aangeduid.
Deze nulde druk heeft dezelfde pagina-indeling als het handschrift, zodat verwijzingen naar paginanummers vereenvoudigd worden. Hij is compleet met een "verantwoording", een lijst met door Multatuli zelf aangebrachte veranderingen in de tekst, een lijst met de ingrepen door Van Lennep enz. 
In de herdruk na 1954 is dit alles weggelaten, wat volgens W.F. Hermans de waarde van boek sterk verminderde.
De indeling van hoofdstukken ontbreekt geheel. Wel zijn alle strepen, waarmee Dekker zijn tekst indeelde, aangegeven.
In deze editie was voor het eerst de lijst van verhandelingen en opstellen uit het pak van Sjaalman compleet opgenomen. Dat pak bevat een groot aantal artikelen over religie. 
In het handschrift (bovenaan pagina 182) zijn drie vragen over Jezus met rode inkt aangestreept (Van Lennep) en met potlood nog een groot aantal andere vragen: vier en halve regel onderaan blad 181 van het handschrift, en 21 regels op blad 182. Vragen, die allemaal ontbreken in de 1860-uitgave van het boek. 
In deze en latere uitgaven, die Dekker zelf mocht verzorgen, de 4e en de 5e druk, ontbreken deze vragen eveneens, want Dekker kon niet beschikken over het handschrift.

### Ontbrekende regels tekst als in het handschrift
In plaats van aantenemen wat de Schrift zegt, - en dat behoort men toch te doen, want het staat in de Schrift zelve dat men geloovig moet wezen, – doet hij allerlei vragen:
“Wat was licht vóór er zon was? – Had die Melchizedek het ware geloof? – Wat zou er gebeurd zijn als Eva dien appel niet gegeten had? – Is mijn broêrtje verdoemd omdat hij voor den doop stierf? – Waar was de policie, toen Petrus Ananias en Saffirah liet doodvallen? – Droeg Jezus kousen, en had hij een’ tulband op? – Hoe hoog is hij opgevaren voor hij aan den rand kwam van onze atmospheer, en waarheen ging hij verder? – Waarom was hij brutaal tegen zijne moeder toen deze hem zocht? – Is er een proces geweest over de waarde van die varkens die in het water werden gejaagd? – Waartoe dienden die varkens in een land waar zwijnevleesch verboden is? – Hoe maakte men het met de nalatenschappen van de menschen die opstonden uit hunne graven? – Waarom moest Ezechiel vuiligheid eten? – Wat is de bezigheid van een opperwezen, bij volmaakte natuurwetten? – Waarom werd het menschdom eerst gered, vierduizend jaren na de Schepping? – Waarom laat God toe dat velen die redding afwijzen? – Waarom heeft de duivel magt als hij door Christus overwonnen is? – Was Konstantijn de groote niet een gemeene moordenaar? – Van waar komt het dat vele eeuwen na Christus niet zoo beschaafd waren als de eeuw van Augustus? – Waarom sluiten wij onze huizen in een land dat christelijk is, en waar dus geene dieven zijn? – Waarom was David een man naar Gods hart? – Waarom mogten de Israelieten goud en zilver medenemen dat aan de Egyptenaren behoorde? Waarom is Jezus een zoon David's,<sic> als Jozef die van David afstamde, zijn vader niet was? – Hoe weten wij dat God groot is, als wij Hem niet begrijpen? – Was Judith eene fatsoenlijke vrouw? – Hoe kwam Noach aan een paar ijsbeeren voor de ark? – Van waar kwamen de menschen die Kaïn niet mogten doodslaan? – Wat gebeurt er als twee geloovigen tegen elkaêr inbidden?”
En zoo al voort! Gij begrijpt hoe Wawelaar, doordrongen van liefde tot de Waarheid die het Leven is, droefheid gevoelt bij zulke verbodene nasporingen.

## van Oorschot edities "nulde druk"
- mei 1949: eerste druk
- dec 1949: tweede druk
- juni 1951: derde druk
- dec 1954: vierde druk
- maart 1960: vijfde druk
- maart 1963: zesde druk

## Indeling in hoofdstukken
In de twee uitgaven die Dekker zelf kon verzorgen merkte hij op dat de verdeling in hoofdstukken een toevoeging is van Van Lennep. In tegenstelling tot wat Dekker beweert, was de tekst in het handschrift door hemzelf wel degelijk in hoofdstukken ingedeeld. Elk hoofdstuk was door een streep aan het einde gemarkeerd. Dekker gaat direct daarna door met de tekst van het volgende hoofdstuk, een nieuw hoofdstuk begint niet bovenaan een nieuwe pagina. Ook een nummering ontbreekt. In het handschrift zijn er op deze manier in totaal 39 hoofdstukken aan te wijzen. De indeling in hoofdstukken is bovendien verankerd in de tekst zelf. Op bladzijde 8 wordt de lezer door Droogstoppel geïnformeerd:
Door aanpassingen uitgevoerd door Van Lennep werd Multatuli's indeling in hoofdstukken onzichtbaar gemaakt voor de lezer. En deze indeling in hoofdstukken bleef gehandhaafd in de uitgaven die Dekker zelf corrigeerde, want vijftien jaar later was dit detail uit zijn geheugen weggezakt. Het handschrift, dat hem hierbij had kunnen helpen, heeft Dekker nooit teruggezien.
A.L. Sötemann schrijft over dit alles:

Men mag hieruit wel afleiden dat Multatuli's hierboven aangehaalde opmerking over het 'reglement' coquetterie is, dan wel dat hij zich de zaak niet meer nauwkeurig herinnerde. (het blijft natuurlijk wáár dat een streep tussen twee hoofdstukken een minder nadrukkelijke afscheiding vormt dan een gedeeltelijk witte pagina en de aankondiging van een nieuw hoofdstuk door middel van een opschrift.

Van Lennep was zich bewust van de betekenis van de strepen in het manuscript, en hij volgde ze ook wel, vooral in de eerste hoofdstukken van Droogstoppel, maar daarna veel minder. Kennelijk vond hij negen-en-dertig hoofdstukken iets te veel van het goede of vond hij de hoofdstukken te kort. Hoofdstukken werden bij elkaar gevoegd: door met rode en paarse inkt de strepen door te krassen. Zo brengt Van Lennep het aantal hoofdstukken in het manuscript eerst terug tot zeventien. Het uiteindelijke aantal hoofdstukken in druk is iets groter, namelijk twintig. Ook tijdens de correctie van het zetsel veranderde Van Lennep nog een groot aantal zaken.
Het gevolg is dat Droogstoppel steeds halverwege een hoofdstuk de pen van Stern overneemt. Het betreft: hoofdstuk IX, XVI, XVIII en XX. Bij Multatuli's indeling is van dergelijke wisselingen geen sprake, behalve aan het einde, als Multatuli Stern en Droogstoppel congé geeft voordat hij een nieuw hoofdstuk begint met zijn slotwoord, manifest en opdracht.
De onderstaande tabel is ontleend aan Sötemanns analyse, de paginanummering is uit het handschrift.
| Hoofdstuk van Multatuli, aangeduid met een witregel en een streep | Blz.    | Auteur       | Hoofdstukindeling van Van Lennep in manuscript | In eerste druk        |
| ----------------------------------------------------------------- | ------- | ------------ | ---------------------------------------------- | --------------------- |
| 1                                                                 | 3-8     | Droogstoppel | I                                              | Eerste Hoofdstuk      |
| 2                                                                 | 8-14    | Droogstoppel | II                                             | Tweede Hoofdstuk      |
| 3                                                                 | 14-22   | Droogstoppel | III                                            | Derde Hoofdstuk       |
| 4                                                                 | 22-31   | Droogstoppel | IV                                             | Vierde Hoofdstuk      |
| 5                                                                 | 31-38   | Droogstoppel | IV                                             | Vierde Hoofdstuk      |
| 6                                                                 | 38-41   | Stern        | V                                              | Vijfde Hoofdstuk      |
| 7                                                                 | 41-45   | Stern        | V                                              | Vijfde Hoofdstuk      |
| 8                                                                 | 45-52   | Stern        | V                                              | Vijfde Hoofdstuk      |
| 9                                                                 | 52-57   | Stern        | VI                                             | Zesde Hoofdstuk       |
| 10                                                                | 57-65   | Stern        | VI                                             | Zesde Hoofdstuk       |
| 11                                                                | 65-74   | Stern        | VII                                            | Zevende Hoofdstuk     |
| 12                                                                | 64-81   | Stern        | VII                                            | Zevende Hoofdstuk     |
| 13                                                                | 81-89   | Stern        | VIII                                           | Achtste Hoofdstuk     |
| 14                                                                | 89-95   | Stern        | IX, doorgestreept                              | Achtste Hoofdstuk     |
| 15                                                                | 95-97   | Stern        | IX, doorgestreept                              | Negende Hoofdstuk     |
| 16                                                                | 97-104  | Droogstoppel | X                                              | Negende Hoofdstuk     |
| 17                                                                | 104-107 | Droogstoppel | XI, later:X                                    | Tiende Hoofdstuk      |
| 18                                                                | 107-114 | Stern        | XI, later:X                                    | Elfde Hoofdstuk       |
| 19                                                                | 114-121 | Stern        | XI, later:X                                    | Elfde Hoofdstuk       |
| 20                                                                | 121-130 | Stern        | XI                                             | Twaalfde Hoofdstuk    |
| 21                                                                | 130-134 | Stern        | XII                                            | Dertiende Hoofdstuk   |
| 22                                                                | 134-140 | Stern        | XII                                            | Dertiende Hoofdstuk   |
| 23                                                                | 140-149 | Stern        | XIII                                           | Veertiende Hoofdstuk  |
| 24                                                                | 149-160 | Stern        | XIII                                           | Veertiende Hoofdstuk  |
| 25                                                                | 160-169 | Stern        | XIII                                           | Vijftiende Hoofdstuk  |
| 26                                                                | 169-172 | Stern        | XIII                                           | Vijftiende Hoofdstuk  |
| 27                                                                | 172-179 | Stern        | XIV                                            | Zestiende Hoofdstuk   |
| 28                                                                | 179-185 | Droogstoppel | XIV                                            | Zestiende Hoofdstuk   |
| 29                                                                | 185-193 | Stern        | XV                                             | Zeventiende Hoofdstuk |
| 30                                                                | 193-203 | Stern        | XV                                             | Zeventiende Hoofdstuk |
| 31                                                                | 203-206 | Stern        | XV                                             | Zeventiende Hoofdstuk |
| 32                                                                | 206-211 | Stern        | XVI                                            | Achttiende Hoofdstuk  |
| 33                                                                | 212-216 | Droogstoppel | XVI                                            | Achttiende Hoofdstuk  |
| 34                                                                | 216-221 | Stern        | XVII                                           | Negentiende Hoofdstuk |
| 35                                                                | 221-223 | Stern        | XVII                                           | Negentiende Hoofdstuk |
| 36                                                                | 223-225 | Stern        | XVII                                           | Negentiende Hoofdstuk |
| 37                                                                | 225-233 | Stern        | XVII                                           | Twintigste Hoofdstuk  |
| 38                                                                | 233-236 | Stern †      | XVII                                           | Twintigste Hoofdstuk  |
| 39                                                                | 236-239 | Multatuli    | XVII                                           | Twintigste Hoofdstuk  |

† Afgekapt door Multatuli, met een interruptie van Droogstoppel.

## Volledige werken
In 1950 en volgende jaren verschijnen eerst onder redactie van Garmt Stuiveling de Volledige werken van Multatuli, bij G. A. van Oorschot te Amsterdam. In deel I staat een versie van de Max Havelaar. Als gevolg van de nogal "eclectische" wijze waarop Stuiveling meende te werk te kunnen gaan bij zijn edities, is er op deze tekstversie zeer veel af te dingen.
Deel 1 t/m 7 bevat alle door Multatuli geschreven boeken en publicaties. De delen daarna bevatten alle bekende en bewaarde brieven van en aan Multatuli en alle relevante documenten met betrekking tot leven en werk van de schrijver. Na de dood van professor Stuiveling neemt een redactie onder Hans van den Bergh de taak op zich het werk te voltooien. In 1995 is het werk uiteindelijk afgesloten, met deel 25, dat ook een register bevat op alle delen van de reeks.

### Fotografische herdruk van de vijfde druk
In 1987 is het Willem Frederik Hermans die – uit onvrede met de dan beschikbare uitgaven van de Max Havelaar – een fotografische herdruk van de vijfde druk laat uitgeven bij de Bezige Bij: (ISBN 90 234 0980 9 CIP, NUGI 300)

Voor het eerst, na meer dan honderd jaar, een fotografische herdruk van de laatste door de auteur herziene uitgave

Dit boek verscheen tezamen met de tweede druk van Hermans' Multatuli-biografie De raadselachtige Multatuli, compleet met een inleiding en verklarende noten.
Hermans' mening, over de in die tijd beschikbare tekstversies van de Max Havelaar, laat hij vooral blijken op pagina IX van het voorwoord:

Sindsdien heeft, vooral nadat het originele handschrift in 1949 was gepubliceerd, menigeen zich niet ontzien een Havelaar uit te geven die hij beter vond dan Multatuli's eigen laatste editie van 1881. Zelfs prijken de sinds 1950 verschijnende Volledige werken (in den vervolge aan te duiden als VW) met een Havelaarstekst die haast evenzeer het werk is van Stuiveling als van Multatuli zelf. Een dergelijke combinatie van diverse lezingen zou feitelijk Max Stuivelaar door Garmt Haveling moeten worden genoemd. Multatuli's andere teksten werden aan een overeenkomstige kunstbewerking onderworpen. [....] Gezien het feit dat Multatuli in de latere edities van Havelaar ook zinnen veranderde die in eerdere wél volgens zijn oorspronkelijke manuscript stonden afgedrukt, mogen we niet aannemen dat Stuiveling erin geslaagd is te raden wat Multatuli in de vierde en vijfde drukken zou hebben gezet, als het manuscript te zijner beschikking had gestaan. de door Stuiveling samengestelde teksten doen vermoeden dat deze professor beter wist wat goed was, dan de schrijver.
— Willem Frederik Hermans

Maar de kritiek richt zich ook op vele anderen, zoals: prof. dr. Sötemann (1979), dr. G.W.Huygens (1983), dr. M.Bots (1970), prof. dr. J.J. Oversteegen (1968, 1983) en Marijke Stapert-Eggen (1985).

## Wetenschappelijke uitgave
In 1992 verscheen een wetenschappelijke of historisch-kritische uitgave, verzorgd door A. Kets-Vree. Uitgeverij: Van Gorkum, Assen en Maastricht, ISBN 90-232-2667-4, ISBN 90-2-232-2690-9 geb.
In twee delen: 
deel 1: bevat de tekst van de roman, ingedeeld in hoofdstukken, en volgt zo geheel de 5e druk. 
deel 2 bevat een deel van het variantenapparaat en de aantekeningen.
Naar aanleiding van deze uitgave, publiceerde in 1993 Willem Frederik Hermans zijn boekje Slechte kritieken gaan nooit verloren, goede ook niet, sinds kort. Daarin laat W.F. Hermans zich voluit gaan in zijn kritiek op mevrouw Doctor A. Kets-Vree: 
Ze is er niet voor teruggedeinsd haar verbeteringen in de tekst van Multatuli zelf onder te brengen. Ze heeft een lijstje van deze verbeteringen aangelegd, maar allerlei klaarblijkelijke fouten heeft ze glad over het hoofd gezien, We zijn dus opgescheept met een basistekst die niet voor 100 procent van Multatuli is en die evenmin van alle fouten is ontdaan.
Een knoeiwerkje derhalve, nog erger dan de composiet-Havelaar van eigen samenstelling die Stuiveling in de Volledige werken van Multatuli opnam.
In 1998 is er op basis van bovenstaande studie nog een "volks-uitgave" uitgegeven in de serie Nederlandse Klassieken:
Multatuli, Max Havelaar of de Koffiveilingen der Nederlandsche Handelmaatschappy uitgegeven en toegelicht door Annemarie Kets-Vree, Uitgeverij Prometheus / Bert Bakker Amsterdam, ISBN 90-351-1955 X

## Facsimile van het handschrift
Het handschrift heeft Multatuli nooit meer in handen gekregen. Het handschrift is zelfs tijden lang onvindbaar geweest, en kwam pas weer aan het licht toen een van de nazaten van J. de Ruyter het in 1910 in een kast vond. Dat jaar werd het handschrift in het kader van "50 jaar Max Havelaar" tentoongesteld.
In 2007 werd het handschrift zelf in facsimile uitgegeven bij uitgeverij Bas Lubberhuizen. Deze uitgave omvat een fotokopie in kleur, zodat de lezer alle toevoegingen en veranderingen door Van Lennep nu zelf kan identificeren. De pagina's hebben dezelfde kleur als het origineel. De pagina's zijn soms wat moeizaam te lezen: doordat Multatuli zijn inkt soms verdunde met water vanwege de bittere armoede waarin hij verkeerde toen hij zijn boek schreef. Daarnaast is er voor deze uitgave een digitale versie gebruikt, met minder pixels dan wenselijk, wat de leesbaarheid van deze herdruk nog verder verminderde.
Het handschrift is zodanig uitgegeven, dat het ook in uiterlijk een zo getrouw mogelijke kopie is van het origineel. Daarnaast is er een toelichting in hetzelfde formaat met een aantal artikelen toegevoegd. (ISBN 978 90 5937 155 2)

### Moderne herdrukken
In Nederland heeft het boek herdruk op herdruk beleefd. Max Havelaar is een van de weinige 19e-eeuws literaire werken die nog steeds in druk zijn. De tekst in deze herdrukken die men heden in de boekwinkels aantreft is soms gebaseerd op de versie van 1875, soms op het handschrift, steeds vaker op de vijfde druk uit 1881, de laatste door de schrijver herziene druk. Dat is met de hoofdstukindeling van Van Lennep, alle niet gecorrigeerde veranderingen, maar met de correcties en de aangevulde noten van Dekker. In die laatste druk heeft Dekker op zeer vele plaatsen nog stilistische veranderingen en aanvullingen toegevoegd aan de tekst. In de editiewetenschap wordt daarom deze druk als de norm gezien, de Ausgabe letzter Hand om een technische term te gebruiken.
Het verhaal van Saïdjah en Adinda is in een aantal losse uitgaven verschenen; ook andere fragmenten zijn wel apart uitgebracht, zoals Havelaars 'Toespraak tot de hoofden van Lebak'. Daarnaast zijn er veel bloemlezingen met fragmenten uit de Max Havelaar. Het boek is in meer dan 140 talen uitgegeven.
Ook in Indonesië wordt het boek veel gelezen. De naam van Multatuli is voor immer verbonden met de historie van dat land.